# Carpo
En anatomía, el carpo es una parte del esqueleto de la extremidad superior que se encuentra en la muñeca. Está compuesta por ocho huesos unidos por ligamentos y que forman el esqueleto de la muñeca. Se disponen en dos filas: proximal y distal.
Los huesos de la hilera proximal (de lateral a medial) que se ubica en el antebrazo, son:
- escafoides (navicular en la imagen)
- semilunar (lunado)
- piramidal (triquetal)
- pisiforme

Los de la hilera distal, en el mismo orden pero ubicado en la palma de la mano, son:
- trapecio
- trapezoide
- hueso grande (capitado)
- hueso ganchoso (hamatal)

Cada hueso se articula con los huesos adyacentes y está sólidamente unido por uniones ligamentosas.
En conjunto, el carpo tiene una cara posterior o dorsal convexa y una anterior o palmar cóncava.